# Фей, Миген
Ми́ген Фей (англ. Meagen Fay; род. 1957) — американская телевизионная актриса, наиболее известная благодаря второстепенным ролям в ситкомах.

## Биография
Первая регулярная роль Фей была в недолго просуществовавшем сериале ABC «Охара» (1987-88), после чего она выступала в комедийных шоу «Кэрол и компания» (1990—91) и возрожденном «Шоу Кэрол Бёрнетт» (1991), а также провальных ситкомах Woops! (1992), The Home Court (1995—96) и Love and Marriage (1996).
Фей за свою карьеру появилась в более восьмидесяти телешоу и нескольких фильмах. У неё были второстепенные роли в «Розанна» и «Малкольм в центре внимания». Она также появилась в таких шоу как «Мерфи Браун», «Сайнфелд», «Клиент всегда мёртв», «Отчаянные домохозяйки», «Как я встретил вашу маму», «Два с половиной человека» и «Теория Большого взрыва». Вне ситкомов у Фей были второстепенные роли в «Королевский госпиталь», «Убийство первой степени», «Безумцы» и «Агент Картер».

## Личная жизнь
В 1993 году вышла замуж за оператора Уильяма Гюнтера.

## Избранная фильмография
| Год  |   | Русское название      | Оригинальное название | Роль                |
| ---- | - | --------------------- | --------------------- | ------------------- |
| 2005 | с | Клиент всегда мёртв   | Six Feet Under        | социальный работник |
| 2005 | с | Отчаянные домохозяйки | Desperate Housewives  | Норма Харпер        |
| 2011 | с | Держись, Чарли!       | Good Luck Charlie     | Клэр                |